# Plopsa Indoor Coevorden
Koordinaten: 52° 40′ 43″ N, 6° 46′ 26″ O
Plopsa Indoor Coevorden ist ein Indoor-Themen- und Vergnügungspark in Dalen einem Ortsteil der Gemeinde Coevorden in der Nähe der deutsch-niederländischen Grenze. Der Freizeitpark wird von Plopsa, der Freizeitparksparte von dem flämischen Unternehmen Studio 100, betrieben. Der Park wurde am 30. April 2010 eröffnet. Eine erste Erweiterung kam im Dezember 2012 im Außenbereich des Parks hinzu.
Der Park war der erste Indoor-Themenpark der Niederlande und ist ähnlich wie der andere Indoor-Themenpark der Gruppe, Plopsa Indoor Hasselt aufgebaut.

## Attraktionen

### Achterbahnen
| Name                                   | Typ           | Hersteller | Eröffnungsjahr |
| -------------------------------------- | ------------- | ---------- | -------------- |
| De Wickiebaan bis 2013: De Piratenbaan | Force Coaster | Zierer     | 2010           |

### Thrillattraktionen
| Name          | Typ                  | Hersteller    | Eröffnungsjahr |
| ------------- | -------------------- | ------------- | -------------- |
| De Vuurtoren  | Familienfreifallturm | Zierer        | 2010           |
| De Woeste Zee | Kontiki              | Zierer        | 2010           |
| Anubis        | Discovery            | Moser’s Rides | 2010           |

### Familienattraktionen
| Name                 | Typ           | Hersteller | Eröffnungsjahr |
| -------------------- | ------------- | ---------- | -------------- |
| Carrousel            | Karussell     | Unbekannt  | 2010           |
| De Glijbaan          | Rutschbahn    | Unbekannt  | 2010           |
| K3 Disco             | Disko         | Studio 100 | 2010           |
| K3 Slingermolen      | Wellenflieger | Unbekannt  | 2010           |
| De Vliegende Fietsen | Magic Bikes   | Zamperla   | 2010           |
| De Klimberg          | Spielplatz    | Unbekannt  | 2010           |

### Kinderattraktionen
| Name                  | Typ              | Hersteller | Eröffnungsjahr |
| --------------------- | ---------------- | ---------- | -------------- |
| Het Vlot              | Floss            | Unbekannt  | 2010           |
| De Bootjes            | Boote            | Unbekannt  | 2010           |
| De Botsauto's         | Autoscooter      | Unbekannt  | 2010           |
| De Bumbamolen         | Jump Around      | Zamperla   | 2010           |
| Bumba's Speeltuin     | Spielplatz       | Unbekannt  | 2010           |
| De Dansende Fonteinen | Wasserspielplatz | Unbekannt  | 2010           |
| Het Ballenbad         | Bällebad         | Studio 100 | 2010           |
| De Scheve Schuit      | Spielplatz       | Studio 100 | 2010           |
| De Speelboom          | Spielplatz       | Studio 100 | 2010           |
| De Maya-speeltuin     | Spielplatz       | Unbekannt  | 2012           |
| Het K3-Verkeerspark   | Kinderfahrschule | Plopsa     | 2012           |
| De K3-Brandweermolen  | Fire Brigade     | Zamperla   | 2012           |